# Бринский, Антон Петрович
Анто́н Петро́вич Бри́нский (10 июня 1906 — 14 июня 1981) — полковник Советской армии, в годы Великой Отечественной войны командир Оперативного разведывательно-диверсионного центра «Брук» РУ ГШ РККА, Герой Советского Союза, писатель
.

## Биография
Антон Петрович Бринский родился 10 июня 1906 года в украинском селе Андреевка в семье крестьянина.
В 1919 году ушёл в город Каменец-Подольский, трудился в кузнице.
Окончил 9 классов общеобразовательной и лесотехническую школу.
Состоял в ЧОНе, участвовал в борьбе с бандитизмом.
В 1926 году окончил Каменец-Подольскую районную партийную школу, в 1927 году вступил во Всесоюзную коммунистическую партию (большевиков) и прошёл обучение в Каменец-Подольской районной партийной школе.
Работал секретарём Староушицкого районного комитета комсомола и председателем исполнительного комитета Каменец-Подольского района Хмельницкой области.
На службе в Красной Армии с 1928 года.
Участник похода РККА в Западную Белоруссию 1939 года.
Начало Великой Отечественной войны встретил возле Белостока комиссаром 59-го разведывательного батальона 2-й Белорусской Краснознамённой стрелковой дивизии им. М. В. Фрунзе 1-го стрелкового корпуса 10-й армии Западного фронта.
В первый бой со врагом вступил 22 июня 1941 года, оборонял крепость Осовец, во главе сводной дивизии прикрывал отход 6-го кавкорпуса, в составе группы генерала Болдина участвовал в попытке отбить занятый немцами Минск.
Попав в окружение, с восемнадцатью бойцами перешёл к партизанским методам борьбы в Витебской и Минской областях. В октябре присоединился к отряду десантников из ГРУ ГШ КА во главе с Григорием Линьковым. Организовал ряд отрядов. В мае 1942 года прошёл 600 км по тылам врага в места с более развитой сетью железных дорог. В треугольнике дорог Пинск—Барановичи—Лунинец развернул диверсионную работу, за «образцовую организацию» которой в январе 1943 года был удостоен ордена Ленина. В ноябре 1942 года, совершил рейд на Западную Украину, установил связь с подпольщиками и партизанами Волынской и Ровенской областей. К новому 1943 году организовал партизанскую бригаду особого назначения, а в августе 1943 года под видом партизанского соединения подрывников по приказу руководства РУ ГШ КА организовал Оперативный разведывательно-диверсионный центр и возглавил его.
В начале 1943 бригада Бринского устроила ряд провокаций на Волыни, в результате которых начались репрессии немецкого командования против украинских полицейских. Поэтому последние сбежали в леса, присоединившись к украинским националистическим партизанам. Однако Бринский не ожидал, что дезертиры в основном вступят не в его отряды, а в УПА. По мнению польского историка Гжегожа Мотыки побег украинских полицейских в леса стал причиной эскалации польско-украинского конфликта на Волыни.
В январе 1944 года Бринскому присвоено звание подполковника. Партизаны ГРУ А. П. Бринского произвели около 5000 диверсий на территории Белоруссии, Украины и Польши: пустили под откос свыше 800 эшелонов, сожгли более 500 автомашин, 73 танка, взорвали около 100 мостов.
«За Ваш геройский подвиг, проявленный при выполнении боевого задания в тылу противника», как сказано в Указе Президиума Верховного Совета СССР от 4 февраля 1944 года подполковнику Бринскому Антону Петровичу присвоено звание Героя Советского Союза со вручением ордена Ленина и медали «Золотая Звезда» (№ 3349).
В марте 1944 года заболевшего Антона Петровича вывезли из вражеского тыла в Москву. В армию он вернулся уже после окончания войны. В послевоенные годы службу проходил в г. Горьком.
В 1945 году окончил высшие офицерские курсы командного состава «Выстрел», в 1952 году — курсы командиров дивизий.
С 1955 года полковник А. П. Бринский состоял в запасе. Являлся членом Советского комитета ветеранов войны.
В отставке занимался активной литературной деятельностью, с 1961 года состоял в Союзе журналистов СССР, с 1968 — в Союзе писателей СССР.
Скончался 14 июня 1981 года в городе Горьком. Похоронен на Бугровском кладбище.

## Семья
- Жена: Бринская Анна Васильевна (1909—1976)
- Дочь: Валентина Антоновна Бринская (1929—2010) — преподаватель кафедры философии медицинской академии и консерватории, проживала в Нижнем Новгороде.
- Дочь: Тамара Антоновна Бринская (1931—2022) — врач ЛФК Туберкулёзного санатория 5 ДЗМ города Москвы, проживала в Московской области.
- Сын: Толик Бринский (1938—1944)
- Сын: Антон Антонович Бринский (1945—2023) — полковник в отставке, кандидат философских наук, чернобылец, почётный ветеран Нижнего Новгорода.

## Награды
- 3 ордена Ленина
- орден Красного Знамени
- орден Красной Звезды
- серебряный «Крест Грюнвальда» (Польская Народная Республика)
- медаль «Партизану Отечественной войны» 1-й ст. и др.

## Память

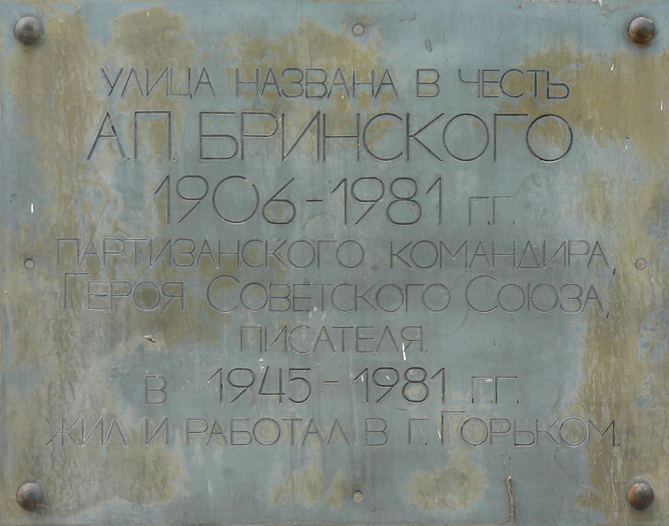
Памятная доска на д. № 2 по ул. Бринского в Н. Новгороде

Его имя носят улицы в Нижнем Новгороде и Луцке (1 июня 2013 года улица Бринского в г. Луцке переименована в улицу Архитектора Метельницкого), а также детская библиотека и Дом детской культуры в Нижнем Новгороде. В райцентре Маневичи (Волынь, Украина) у здания средней школы № 2 его имени установлен бюст. А. П. Бринский — почётный гражданин города Луцка с 7 октября 1971 года.
На доме № 46 по ул. Грузинской в Нижнем Новгороде, где он жил в 1946—1971, установлена мемориальная доска.
В Центральном архиве Нижегородской области дочерью Валентиной, выпускницей Московского историко-архивного института, создан персональный фонд А. П. Бринского Р-398 из пяти описей, 1878 дел.
А. П. Бринский стал прототипом одного из юных героев повести Владимира Беляева «Старая крепость».
В 2006 году к 100-летию А. П. Бринского создан телефильм «Золотая звезда № 3349», издательством «Дятловы горы» опубликован компендий книг «Антон Бринский: Страницы жизни», «Издательско-торговым центром „Марка“» к 100-летию А. П. Бринского выпущен почтовый конверт с его портретом.
29 августа 2018 года решением Луцкого городского совета партизанского командира, героя Советского Союза А. П. Бринского лишили звания Почётного гражданина города Луцка.

## Сочинения
А. П. Бринский — автор ряда документальных книг и очерков о партизанской войне и её героях.
КНИГИ
- По ту сторону фронта: Воспоминания партизана. Кн. 1. Горький: ГКИ, 1954. 436 с.; 2-е доп. и перераб., Горький: ГКИ, 1956. 516 с.; 3-е изд. М.: Воениздат, 1958. 512 с.; 4-е изд. М.: Воениздат, 1961. 520 с.; 5-е изд. Горький: ВВКИ, 1966. 423 с.; Киев: Политиздат Украины, 1976. 351 с. (на укр. яз.).
- По ту сторону фронта: Воспоминания партизана. Кн. 2. Горький: ГКИ, 1959. 468 с.; 2-е изд. М.: Воениздат, 1961. 516 с.; 3-е изд. Горький: ВВКИ, 1966. 415 с.; Кн. 2. Киев: Политиздат Украины, 1978. 374 с. (на укр. яз.).
- Мальчик в клетчатой кепке: Рассказы для детей. Горький: ГКИ, 1960. 142 с. (В соавторстве с Б. Е. Пильником).
- Партизанский курьер: Повесть. Горький: ГКИ, 1961. 151 с.; изд. 2-е., доп. и перераб. Горький, 1978. 232 с.
- Боевые спутники мои: Партизанские новеллы. / Вступит. статья А. Ерёмина. Горький: ВВКИ, 1964. 247 с. изд. 2-е доп. и перераб. Горький: ВВКИ, 1969. 413 с.
- Безусая команда: Документальная повесть. Горький: ВВКИ, 1973. 192 с.; 2-е изд. Горький: ВВКИ, 1986.192 с.
- Девчонка из Марьиной рощи: Документальная повесть. М.: Дет. лит., 1973. 47 с.; Кишинёв: Литература артистикэ, 1977. 60 с. (на молд. яз.); Киев.: Веселка, 1979. 375 с. (серия «Юные герои») (на укр. яз.).
- Моя Андреевка: Автобиографическая повесть. / Вступит. статья Н. Волостнова. Горький: ВВКИ, 1976. 255 с.
- О друзьях — товарищах: Повесть. Горький, 1981. 239 с.
- Антон БРИНСКИЙ: страницы жизни (компендий «По ту сторону фронта», «Моя Андреевка», «О друзьях-товарищах») Н.Новгород: издательство «Дятловы горы», 2006. — 528 с.

ОБЩИЙ ТИРАЖ 1 461 000 экземпляров.
ОЧЕРКИ в АЛЬМАНАХАХ и СБОРНИКАХ 
- Эпизоды и встречи // Партизанская дружба. М.: ДЕР ЭМЕС, 1948 — Мн.: MAGIC BOOK, 2003.
- Партизанские тылы // Волынь. Луцк, 1957;

То же//О мужестве, о подвигах, о славе: Сб. воспоминаний ветеранов Советской Армии / Составители М. И. Кирдянов, И. В. Сидорова. Горький: ГКИ, 1960; То же // Лихолетье: Нижегородские писатели — 50-летию Победы. Кн. 1. / Составитель Цветнов А. И. Н. Новгород: ВВКИ, 1994.
- Встреча с Максом // Под одним знаменем: Сб. о партизанах-интернационалистах/Составители А. В. Белановский, С. М. Борзунов. М.: Госполитиздат, 1963;

Польский Ковпак // Плечом к плечу.- М.: Политиздат, 1969; Макс // Люди молчаливого подвига: Очерки о разведчиках / Под ред. И. М. Михайлова. Составитель И. В. Василевич. М.: Политиздат, 1975; То же // София: Партиздат, 1977. (на болг. яз.); То же // 2-е изд. М.: Политиздат, 1980; То же // Будапешт: Ужгород, 1980. (на венг. яз.); То же // Рига: Авотс, 1981. (на латышск. яз.); То же // Бессмертие: Очерки о разведчиках. Кн. 1. 3-е изд., доп. М.: Политиздат, 1987. (О СОБЕСЯКЕ Ю.)
- Посланец Москвы // Люди легенд. Вып. 1./Составители В. Павлов, Н. Полтораков, И. Селищев. М.: Политиздат, 1965. (О БАНОВЕ И. Н.).
- Батя // Герои Советского Союза оренбуржья. Челябинск: Юж.- Уральск. книжное издательство, 1971;

«Ахтунг: Батя!» // Встретимся после задания / Под редакцией И. М. Михайлова, составители И. В. Василевич. М.: издательство ДОСААФ, 1973; Батя // Люди легенд: Очерки о партизанах и подпольщиках-героях Советского Союза. Вып. 5. / Составители В. Павлов, И. Селищев. М.: Политиздат, 1974; То же // Оренбуржцы в боях за Родину: Рассказы о героях. Челябинск: Юж.-Уральск. книжное издательство, 1978. (О ЛИНЬКОВЕ Г. М.).
- Клятва Димы: Воспоминания // Строки, опалённые войной: Рассказы и воспоминания писателей-фронтовиков. Горький: ВВКИ, 1974;

Клятва Димы // Современники/Составители А. М. Иорданский, А. И. Цветнов. Горький: ВВКИ, 1979;
Возмездие // Лихолетье: Нижегородские писатели — 50-летию Победы. Кн. 1./Составитель А. И. Цветнов. Н. Новгород: ВВКИ, 1994. (О КЕЙМАХЕ Д. И.)
- Бородач//Люди легенд: Очерки о партизанах и подпольщиках — Героях Советского Союза. Вып. 5. / Составители В. Павлов, И. Селищев. М.: Политиздат, 1974. (О ЩЕРБИНЕ В. В.)
- Помнишь, Полесье?//Вітчизна: Литературно-художественный и общественно-политический ежемесячный журнал Союза писателей Украины. 1975. № 4. С. 120—141. (на укр. яз.)
- Как это случилось // Берега: Рассказы писателей-горьковчан / Сост. В. А. Шамшурин, А. И. Цветнов. Горький: ВВКИ, 1984;

То же//Товарищ комиссар: Книга о Герое Советского Союза Антоне Петровиче Бринском/Сост.: Адрианов Ю. А., Казакова (Бринская) В. А. Горький: ВВКИ, 1987;
То же//Лихолетье: Нижегородские писатели — 50-летию Победы. Кн.1./Составитель Цветнов А. И. Н. Новгород: ВВКИ, 1994.
- ЭСПЕКА: Воспоминания // Современники / Сост. А. М. Иорданский, А. И. Цветнов. Горький: ВВКИ, 1978. (О КАПЛУНЕ С. П.)
- Меня принимают в партию // Товарищ комиссар: Книга о Герое Советского Союза Антоне Петровиче Бринском / Сост.: Адрианов Ю. А., Казакова (Бринская) В. А. Горький: ВВКИ, 1987.
- С помощью друзей-товарищей // Товарищ комиссар: Книга о Герое Советского Союза Антоне Петровиче Бринском/Сост.: Ю. А. Адрианов, В. А. Казакова (Бринская). Горький: ВВКИ, 1987.
- У нас одна судьба // Далеко за линией фронта: Документальные очерки о разведчиках/Составитель И. В. Василевич. М.: Воениздат, 1988. (О КОЗУБОВСКОМ Н. А.)
- Арзамасский плотник//Светлояр: Сборник / Составитель В. Шамшурин. М.: Современник, 1988. (Серия «Сердце России»);

То же // Партизаны-нижегородцы в Великой Отечественной войне / Сост. А. А. Бринский, Е. А. Кулев, Л. К. Новиков. Н. Новгород: НГЦ, 1997. (О ЛОГИНОВЕ П. М.).
- Заметки партизана: Записные книжки 1944-45 гг. // Партизаны-нижегородцы в Великой Отечественной войне / Составитель А. А. Бринский. Вып. 2. Кн. 2. Н. Новгород: НГЦ, 2003.
- Девчонка из Марьиной рощи: Документальная повесть // Партизаны-нижегородцы в Великой Отечественной войне / Составитель А. А. Бринский. Вып. 2. Кн. 2. Н. Новгород: НГЦ, 2003. (О МАЙОРОВОЙ Р. А.).

МАШИНОПИСНЫЕ РУКОПИСИ 
- О борьбе еврейского народа с немецко-фашистскими оккупантами в западных областях Украины: Стенограмма. Косино, 1944. 16 с.
- Беседа с командиром Сталинского партизанского соединения, действовавшего на территории западных областей Украины и Белоруссии — Героем Советского Союза подполковником БРИНСКИМ Антоном Петровичем: Стенограмма. Киев: Комиссия по истории Отечественной войны на Украине при Академии наук УССР. Отдел персоналий Героев, 13 июня 1946 г. 51 с.
- Пароль: «Москва — Варшава»: Пьеса. 1965. 175 с.
- Там, где теперь тишина: Пьеса. 1969. 112 с.
- Справка боевого пути отрядов Антона Петровича Бринского. 1977. 18 с.
- Перелом: Рассказы разведчика. 1979—1981. 359 с.

ДОКУМЕНТАЛЬНЫЕ:
- По ту сторону фронта. Кн. 1—2. Горький, 1954, 1959;
- Боевые спутники мои. Горький, 1964;
- Моя Андреевка. Горький, 1976;
- О друзьях-товарищах. Горький, 1981.

О ДЕТЯХ-ПАРТИЗАНАХ:
- Партизанский курьер. 2-е изд. Горький, 1978;
- Безусая команда. 2-е изд. Горький, 1986;
- Мальчик в клетчатой кепке;
- Девчонка из Марьиной рощи.